# William French Anderson
William French Anderson (Tulsa, 31 dicembre 1936) è un medico statunitense, considerato un pioniere della terapia genica.

## Biografia
Dopo la laurea in medicina all'Università di Harvard, presso la Harvard Medical School, iniziò, nel 1965, a lavorare alla sede di Bethesda dei National Institutes of Health.
Nel 1992 entrò a far parte della University of Southern California, dove insegna biochimica e pediatria, e diventa direttore dei Gene Therapy Laboratories della Keck School of Medicine. In seguito alle vicende giudiziarie che lo hanno coinvolto fu licenziato.

## Attività scientifica
Si dedicò sempre alla ricerca sulla riparazione dei geni difettivi usando tecniche di microiniezione. Nel 1988 ottenne l'autorizzazione all'utilizzo di un retrovirus per l'inserimento dei geni negli esseri umani, seguendo la proposta di Richard Mulligan del 1984 e, l'anno successivo, eseguì con successo il primo inoculo di un marcatore genico inoffensivo in un uomo di 53 anni.
Fu il primo a ottenere successo con la terapia genica su un essere umano, trattando nel 1990 una bambina di quattro anni, Ashanti De Silva, affetta da SCID dovuta a deficit di adenosina deaminasi. Inserì una copia funzionante del gene mancante nei globuli bianchi prelevati dalla paziente e introdusse questi ultimi nel suo organismo. Sebbene sia stato indubbiamente un grande passo avanti per la medicina, il consenso scientifico riguardo a questa modalità di terapia non è univoco.

## Vicende giudiziarie
Nel 2004 fu arrestato per aver molestato una bambina di dieci anni, figlia di un collega, tra il 1997 e il 2001. Nel 2007 fu condannato a 14 anni di reclusione per abuso sessuale su minore. Anderson si è sempre proclamato innocente.